# مثقبيات

الأشكال الرئيسية الستة للمثقبيات.

المِثْقَبِيّات (باللاتينية: Trypanosomatidae) رتبة من ذوات منشأ الحركة تتميز بوجود سوط واحد. كافة أعضاء هذه الرتبة طفيليات تصيب الحشرات بالدرجة الأولى. تطور لدى بضعة أجناس دورة حياة تشمل مضيفاً ثانوياً من الفقاريات أو النباتات، وتشمل عدة أنواع تسبب أمراضاً عند البشر.
من أكثر الأمراض التي تسببها المثقبيات أهميةً أدواء المثقبيات عند الحيوانات والبشر، مثل داء المثقبيات الأفريقي (مرض النوم) وداء المثقبيات الأمريكي (داء شاغاس)، والتي تسببها أنواع الطفيليات من جنس المثقبية، وكذلك داء الليشمانيات عند الحيوانات والبشر الذي تسببه أنواع الليشمانيا.